# Onthophagus trinominatus
Onthophagus trinominatus é uma espécie de inseto do género Onthophagus, família Scarabaeidae, ordem Coleoptera.
Foi descrita cientificamente por Goidanich em 1926.